# Ramón Borobia Paños
José Ramón Borobia Paños (Borja, 26 de noviembre de 1914-Borja, 10 de enero de 2009) fue un compositor y maestro de capilla español.

## Biografía
Nació en Borja, el 26 de noviembre de 1914. Recibió su educación musical den la Colegiata de Borja, como infante primero de la capilla de música. Posteriormente amplió sus estudios de música en el Conservatorio del Liceo de Barcelona, donde comenzó a actuar con otros dos compañeros en los intermedios de las funciones de los alumnos.
El 1 de abril de 1933, a los 18 años, tomó la dirección de la banda municipal de música de Borja, que dirigió —con una breve interrupción— hasta 1970. Ese mismo año ganó con la banda municipal el primer premio en el concurso de bandas de Tarazona. Fue el comienzo de una dilatada trayectoria en la promoción de la música en Borja. Formó y dirigió el Coro-Orfeón de la Congregación de San Luis Gonzaga; creó un Coro Mixto que llegó a la semifinal del XII Concurso Nacional de Canciones y Danzas organizado por la Sección Femenina; organizó una banda de cornetas y tambores que posteriormente integró en la banda municipal.
En la década de 1950 se desplazó brevemente a Basauri, donde había sido nombrado director de la banda municipal el 17 de abril de 1953. Pero solo pasó 18 meses en Basauri, renunció al cargo y regresó a Borja.
En 1954 fue nombrado maestro de capilla de la Colegiata de Santa María en Borja, lo que le daba la responsabilidad sobre la escuela de infantes. También fue organista de la iglesia parroquial de San Bartolomé.
Fue miembro del Colegio Nacional de Directores de Bandas de Música Civiles y de la Sociedad General de Autores. El ayuntamiento de Borja le rindió un homenaje en el Teatro Cervantes el 21 de septiembre de 1980 en el que intervino la Banda de Música de la Excelentísima Diputación Provincial de Zaragoza. En 1993 recibió la Medalla de Oro de la ciudad de Borja. En 2008 se le dedicó una calle y en 2009 se decidió que la escuela municipal de música de Borja llevase el nombre de Ramón Borobia.

## Obra
Compuso obras para piano, orquesta, banda, órgano, pulso y púa y coro. Dentro de la música religiosa se conservan cuatro misas, cuatro canciones de Navidad, dos himnos, novenas, gozos y plegarias. Dentro de la música laica, compuso música escénica (zarzuelas, cuentos infantiles, estampas aragonesas, fantasías), canciones, jotas y marchas.
En 1999 publicó su Cancionero Popular Religioso de Borja, algunas de cuyas obras fueron grabadas por el Ayuntamiento de Borja y editados en forma de CD. También publicó el artículo El lenguaje de las campanas de Santa María de Borja en la revista Cuadernos de estudios borjanos.